# Šumná
Šumná (fino al 1949 Šumvald, in tedesco Schönwald) è un comune della Repubblica Ceca, in Moravia Meridionale.